# Stanisława Sokołowska
Stanisława Sokołowska (ur. 1952 r.) – polska ekonomistka, specjalizująca się w ekonomice rolnictwa oraz zarządzaniu i organizacji, nauczyciel akademicki, związana z Uniwersytetem Opolskim.

## Życiorys
Jest absolwentką kierunku organizacja i zarządzanie na Wydziale Ekonomiczno-Socjologicznym Uniwersytetu Łódzkiego (magister). Na uczelni tej zdobyła kolejno stopnie naukowe: magistra, doktora i w 1990 roku doktora habilitowanego, na podstawie rozprawy nt. Organizacyjne i społeczne uwarunkowania wzrostu produktywności indywidualnych gospodarstw rolnych na przykładzie województwa opolskiego.
Od lat 80. XX wieku związana jest z Opolem. Podjęła tam pierwotnie pracę w Instytucie Śląskim w Zakładzie Badań Ekonomicznych. Następnie przeniosła się na Uniwersytet Opolski, zostając kierownikiem Katedry Organizacji i Zarządzania na Wydziale Ekonomicznym (od 2000 roku). Na uczelni tej otrzymała w 1999 roku tytuł profesora nauk ekonomicznych, a w 2002 roku została mianowana na stanowisko profesora zwyczajnego. W latach 2008–2012 piastowała stanowisko prorektora ds. finansów i rozwoju uczelni Uniwersytetu Opolskiego. Ponadto była członkiem Zespołu Kierunków Studiów Ekonomicznych Państwowej Komisji Akredytacyjnej (do 2008 roku). Przewodniczyła Komisji Nauk Rolniczych katowickiego oddziału Polskiej Akademii Nauk oraz zasiadała w Radzie Naukowej Polskiego Towarzystwa Ekonomicznego. W 2012 została wybrana na dziekana Wydziału Ekonomicznego Uniwersytetu Opolskiego. Funkcję tę pełniła do 2019 roku.

## Wybrane publikacje
Zainteresowania badawcze Stanisławy Sokołowskiej koncentrują się wokół problematyki związanej z procesem zarządzania ze szczególnym uwzględnieniem: zarządzania w agrobiznesie, zarządzania organizacjami w gospodarce rynkowej oraz modernizacją rolnictwa. Do jej najważniejszych publikacji należą:
- Organizacyjne i społeczne uwarunkowania wzrostu produktywności indywidualnych gospodarstw rolnych, Opole 1989.
- Produktywność rolnictwa indywidualnego w okresie dochodzenia do gospodarki rynkowej, Opole 1995.
- Zarządzanie agrobiznesem, Opole 1998.
- Organizacja i zarządzanie. Ujęcie teoretyczne, Opole 2000.